# La Bastide-de-Lordat
 La Bastide-de-Lordat  es una población y comuna francesa, en la región de Mediodía-Pirineos, departamento de Ariège, en el distrito de Pamiers y cantón de Saverdun.

## Demografía
| 241 | 211 | 182 | 145 | 153 | 213 |
| Para los censos de 1962 a 1999 la población legal corresponde a la población sin duplicidades (Fuente: INSEE [Consultar]) |     |     |     |     |     |